# Alan Titus
Alan Titus, né à New York, aux États-Unis, le 28 octobre 1945, est un baryton américain qui a fait une carrière internationale.

## Biographie
Alan Titus étudie avec Aksel Schiøtz à la Colorado School of Music et avec Hans Heinz à la Juilliard School, aux États-Unis. Il débute officiellement en interprétant le rôle de Marcello dans La Bohème, à Washington, en 1969. Il se retrouve toutefois au centre de l'attention dans le rôle du célébrant dans la comédie musicale Mass de Leonard Bernstein en 1971. La même année, il crée le rôle d'Archie Kramer dans Summer and Smoke (Été et Fumées) de Lee Hoiby (inspiré de la pièce éponyme de Tennessee Williams) au St Paul Opera. C'est avec cette œuvre qu'il débute la même année au New York City Opera, dont il est l'un des principaux barytons durant de nombreuses saisons, pendant lesquelles il participe à des productions, télévisées à l'échelle nationale, du Barbier de Séville (avec Beverly Sills en 1976, du Turc en Italie en 1978, de Cendrillon (aux côtés de Susanne Marsee (en) et de Rockwell Blake) en 1980 et de Madame Butterfly (sous la direction de Christopher Keene (en) en 1982. Il fait ses débuts au Metropolitan Opera en 1976 en interprétant le rôle d'Harlekin dans Ariadne auf Naxos aux côtés de Montserrat Caballé.
En 1973, Titus fait ses débuts européens à Amsterdam dans le rôle de Pelléas. Par la suite, il s'est fait entendre, entre autres, à Glyndebourne, à Munich, au Teatro alla Scala de Milan, à Madrid, à Barcelone, à Vienne, à Paris, à Rome, au Covent Garden de Londres et à Berlin. En 2000, il joue Wotan dans L'Anneau du Nibelung au Festival de Bayreuth après avoir interprété le Hollandais dans Le Vaisseau fantôme en 1998 et en 1999.
En 1994, Titus se voit attribuer le titre de Kammersänger à Munich.
Il prend sa retraite en 2010 après quarante ans de carrière.

## Discographie
Dans sa discographie, Titus compte le rôle de Don Pizzaro dans Fidelio de Beethoven, Carmen de Bizet, La Wally de Catalani, Don Pasquale de Donizetti (avec Beverly Sills, sous la direction de Sarah Caldwell), La fedeltà premiata (La Fidélité récompensée) de Haydn (dirigée par Antal Doráti), Die lustige Witwe (La Veuve joyeuse) de Lehár (extraits en anglais dirigés par Julius Rudel), La Bohème de Leoncavallo, Don Giovanni (Don Juan) de Mozart (dirigé par Rafael Kubelík), le rôle de Figaro dans Les nozze di Figaro (Les Noces de Figaro, sous la direction de Sir Colin Davis), La Bohème de Puccini (dirigée par Kent Nagano) et le rôle de Ford dans Falstaff de Verdi (dirigé par Sir Colin).